# Joyride (album av Roxette)
Joyride är ett musikalbum från 1991 med den svenska popduon Roxette. Det var Roxettes tredje studioalbum och producerades av Clarence Öfwerman. Joyride var också den första singeln från albumet, och blev duons fjärde etta på den amerikanska Billboard Hot 100.
Roxette gjorde 1991-1992 en världsturné som hette Join the Joyride World Tour. För albumet fick de även Rockbjörnen i kategorin "Årets svenska skiva". 

## Låtlista

### LP
Sida A
1. Joyride
2. Hotblooded
3. Fading Like a Flower (Every Time You Leave)
4. Knockin’ On Every Door
5. Spending My Time
6. Watercolours in the Rain

Sida B
1. The Big L
2. (Do You Get) Excited?
3. Small Talk
4. Physical Fascination
5. Things Will Never Be the Same
6. Perfect Day

### CD
1. Joyride
2. Hotblooded
3. Fading Like a Flower (Every Time You Leave)
4. Knockin’ On Every Door
5. Spending My Time
6. I Remember You
7. Watercolours in the Rain
8. The Big L
9. Soul Deep
10. (Do You Get) Excited?
11. Church of Your Heart
12. Small Talk
13. Physical Fascination
14. Things Will Never Be the Same
15. Perfect Day

På utgåvan av Joyride som släpptes i USA, var I Remember You exkluderad.

## Singlar
- "Joyride"; B-Sida: "Come Back (Before You Leave)" , [Februari 1991]
- "Fading Like a Flower (Every Time You Leave)"; B-Sida: "I Remember You" , [April 1991]
- "The Big L."; B-Sida: "One Is Such a Lonely Number" (demo, september 1987), [Augusti 1991]
- "Spending My Time"; B-Sida: "The Sweet Hello, the Sad Goodbye", [Oktober 1991]
- "Church of Your Heart"; B-Sida: "I Call Your Name", [Februari 1992] [5]

## Medverkande
- Sång - Per Gessle och Marie Fredriksson
- Texter - Per Gessle
- Musik - Per Gessle, utom följande:
  - "Hotblooded": musik av Marie Fredriksson och Per Gessle
  - "Spending My Time", "(Do You Get) Excited?" och "Perfect Day": musik av Per Gessle och Mats "MP" Persson
  - "Watercolours in the Rain": musik av Marie Fredriksson
- Keyboards, programmering, flygel, positiv, och Hammondorgel; Clarence Öfwerman
- Programmering och elbas - Anders Herrlin
- 6- och 12-strängade elgitarrer, 6- och 12-strängade akustiska gitarrer, slidegitarr, och mandolin - Jonas Isacsson
- Övriga trummor och hihats - Pelle Alsing
- Övrig körsång - Staffan Öfwerman
- Munspel - Jalle Lorensson, Per Gessle och Jonas Isacsson
- Dragspel - Kjell Öhman
- Stråkarrangör - Henrik Janson

- Producerad och arrangerad av Clarence Öfwerman
- Inspelning och mix av Alar Suurna

Alla sånger publicerade av Jimmy Fun Music, utom "Hotblooded" och "Watercolours in the Rain" (Jimmy Fun Music/Shock the Music) och "Soul Deep" (Happy Accident Music).

## Listplaceringar
Album
| Land           | Placering på albumlista | Certifikat  |
| -------------- | ----------------------- | ----------- |
| Australien     | 4                       | okänt?      |
| Kanada         | 1 (2)                   | 5 x platina |
| Nya Zeeland    | 4                       | Platina     |
| Schweiz        | 1 (16)                  | 4 x platina |
| Storbritannien | 2                       | 2 x platina |
| Tyskland       | 1 (13)                  | 3 x platina |
| USA            | 12                      | Platina     |

## Övrigt
- Argentina, en stat där Roxette var mycket populära, sålde Joyride 400 000 exemplar, dittills mer än någon annan engelskspråkig platta tidigare gjort i Argentina.

### Fotnoter
1. ↑  ”Roxette”. Arkiverad från originalet den 24 augusti 2011. https://web.archive.org/web/20110824031633/http://www.roxette.se/discography.php. Läst 10 juni 2011.
2. ↑  ”smhof/hall-of-fame/roxette”. https://smhof.se/hall-of-fame/roxette-2/. Läst 26 januari 2025.
3. ↑  ”Aftonbladet”. 24 februari 2000. http://wwwc.aftonbladet.se/noje/special/rockbjorn00/gamla.html. Läst 1 maj 2011.
4. ↑  ”dailyroxette”. https://www.dailyroxette.com/joyride-cd/. Läst 15 november 2024.
5. ↑  ”dailyroxette”. https://www.dailyroxette.com/single-roxette-discography/. Läst 15 november 2024.